# Wingate Literary Prize
Der Jewish Quarterly Wingate Prize ist ein 1977 von Harold Hyam Wingate eingeführter, jährlich von der Zeitschrift Jewish Quarterly vergebener britischer Literaturpreis für belletristische Werke oder für Sachbücher („is awarded to the best book, fiction or non-fiction, to translate the idea of Jewishness to the general reader“), wobei die ausgezeichneten Titel aus einer Shortlist von jeweils etwa sechs Titeln ermittelt werden. Der Preis ist mit £ 4000 dotiert (Stand 2023). Ob pro Jahr nur ein Titel oder ob zwei Werke (fiction und non-fiction) ausgezeichnet werden, ist nicht festgelegt.

## Preisträger
- 1996 – Alan Isler und Theo Richmond
- 1997 – W. G. Sebald gemeinsam mit Clive Sinclair
- 1998 – Anne Michaels und Claudia Roden
- 1999 – Dorit Rabinyan und Edith Velman
- 2000 – Howard Jacobson und Władysław Szpilman
- 2001 – Mona Yahia und Mark Roseman
- 2002 – W. G. Sebald und Oliver Sacks
- 2003 – Zadie Smith und Sebastian Haffner
- 2004 – David Grossman und Amos Elon
- 2005 – David Bezmozgis und Amos Oz
- 2006 – Imre Kertész
- 2007 – Howard Jacobson
- 2008 – Etgar Keret
- 2009 – Fred Wander (postum)
- 2010 – Adina Hoffman
- 2011 – David Grossman
- 2013 – Shalom Auslander
- 2014 – Otto Dov Kulka
- 2015 – Michel Laub (Fiction) und Thomas Harding (Non-fiction)
- 2016 – Nikolaus Wachsmann (Non-fiction)
- 2017 – Ayelet Gundar-Goshen (Fiction) und Philippe Sands (Non-fiction)
- 2018 – Michael Frank (Biografie seiner Familie)
- 2019 – Françoise Frenkel für No Place to Lay One’s Head (EA 1945)
- 2020 – Linda Grant für A Stranger City
- 2021 – Yaniv Iczkovits für The Slaughterman’s Daughter
- 2022 – Nicole Krauss für To Be a Man
- 2023 – Simon Parkin für The Island of Extraordinary Captives
- 2024 – Elizabeth McCracken für The Hero of This Book[1]